# Micrurus tamaulipensis
Micrurus tamaulipensis este o specie de șerpi din genul Micrurus, familia Elapidae, descrisă de Lavin-murcio și Hugh Neville Dixon în anul 2004. Conform Catalogue of Life specia Micrurus tamaulipensis nu are subspecii cunoscute.